# Pityocera patellicornis
Pityocera patellicornis är en tvåvingeart som beskrevs av Krober 1930. Pityocera patellicornis ingår i släktet Pityocera och familjen bromsar. Inga underarter finns listade i Catalogue of Life.